# René van Eck
René van Eck (Rotterdam, 18 febbraio 1966) è un allenatore di calcio ed ex calciatore olandese, di ruolo difensore.

## Palmarès

### Competizioni nazionali
- Coppa Svizzera: 1

Lucerna: 1991-1992